# Igreja Evangélica Luterana de Hanôver
A Igreja Evangélica Luterana de Hanôver (em alemão:  Evangelisch-lutherische Landeskirche Hannovers) faz parte do corpo da igreja luterana (Igreja Luterana) na Alemanha, no estado da Baixa Saxônia e a cidade de Bremerhaven cobrindo o território do antigo Reino de Hanôver.
A sede do Landesbischof (bispo) é a capital do estado da Baixa Saxônia, Hanôver. A Marktkirche é o local de pregação do bispo.

## Credos e associações
A Igreja de Hanover baseia-se nos ensinamentos apresentados por Martinho Lutero durante a Reforma. A Igreja de Hanover é um membro pleno da Igreja Evangélica na Alemanha (EKD) e da Confederação das Igrejas Protestantes na Baixa Saxônia.
A Igreja de Hanôver é um membro da Igreja da Igreja Evangélica Luterana Unida da Alemanha (VELKD), e Comunidade das Igrejas Protestantes na Europa, e da Federação Luterana Mundial.

## Práticas
Ordenação de mulheres e bênção de uniões do mesmo sexo foram permitidas.

## Subdivisões de hoje
A Igreja de Hanôver é dividida em 6 dioceses de distritos de terra (Alemão: Sprengel) em que um bispo regional preside:
- distrito de Hanôver (Sprengel Hannover [de]) - bispo regional: Petra Bahr [de]
  - com a associação da igreja da cidade Hanôver (Stadtkirchenverband Hannover [de]): (superintendente da cidade (Alemão: Stadtsuperintendent): Hans-Martin Heinemann)
- distrito de Hildesheim-Göttingen (Sprengel Hildesheim-Göttingen [de]) - bispo regional:Eckhard Gorka [de]
- distrito de Lüneburg (Sprengel Lüneburg [de]) - bispo regional: Dieter Rathing [de]
- distrito de Osnabrück (Sprengel Osnabrück [de]) - bispo regional: Burkhard Krause [de]
- distrito da Frísia Oriental/Emsland (Sprengel Ostfriesland [de]) - bispo regional: Detlef Klahr [de]
- distrito de Stade (Sprengel Stade [de])- bispo regional: Hans Christian Brandy [de]

Cada distrito é, por sua vez, dividido em decanatos menores (Kirchenkreis [de]), cada um dos quais é liderado por um superintendente. Os 56 decanatos estão divididos em 1320 paróquias.

## Órgãos
A Igreja Evangélica Luterana de Hanôver tem seis órgãos constitucionais, estes são o Bispo, o Senado da Igreja, o Sínodo, o Comitê Territorial do Sínodo, o Escritório da Igreja e o Conselho dos Bispos..

### Sínodo
O Sínodo (Landessynode, isto é, historicamente, estado sínodo é a tradução correta, quanto à situação pós-1918, sem mais igrejas estatais, sínodo regional é a tradução mais apropriada) é o parlamento da igreja. Desde 1869, o Landessynode foi eleito para mandatos de três anos, com a interrupção - devido à Luta das Igrejas entre 1934 e 1946.
Hoje, os membros do  Sínodo , os sinodais, são eleitos a cada seis anos nos círculos eleitorais. Landessynode de hoje compreende 75 sinodais, 63 eleitos, dez nomeados pelo senado da igreja, um delegado pelo Faculdade Teológica Luterana da Universidade George Augustus em Göttingen e no Abade de Loccum, como um membro ex officio.
O  Sínodo  se reúne duas vezes por ano. Suas funções são semelhantes às dos parlamentos políticos. O Landessynodalausschuss (comitê sinodal) é o conselho estável eleito representando o sínodo entre as reuniões sinodais. Presidente do Sínodo é Matthias Kannengiesser.

### Bispo
Desde a sua nova constituição de 1925, responsável pela separação de religião e estado pela Constituição de Weimar (1919), o chefe da Igreja de Hanôver é o bispo (Landesbischof) que é eleito pelo Sínodo. O bispo geralmente se aposenta aos 65 anos de idade. Até 1918 havia governo supremo (summepiscopacy) pelo respectivo monarca, enquanto o atual executivo da igreja (Landeskonsistorium) era liderada por seus presidentes, competentes para assinar contratos da igreja.
O bispo também tem sua sede em Hanôver, o Marktkirche é o local de pregação do bispo. O Bispo é o presidente do Colégio no escritório da igreja (veja abaixo).
Bispos
- 1925–1947: August Marahrens
- 1947–1971: Johannes Lilje
- 1971–1988: Eduard Lohse [de]
- 1988–1999: Horst Hirschler [de]
- 1999–2010: Margot Käßmann
- 2010–2011: vacância
  - 000000 Hans-Hermann Jantzen [de], per pro como vigário
- desde 26 de Março de 2011: Ralf Meister

#### Presidentes do Estado Consistório
- 1866–1883: Carl Lichtenberg [de], último ministro hanoveriano do culto
- 1883–1885: vacância
- 1885–1893: Otto Mejer
- 1894–1903: Bodo Voigts [de]
- 1903–1910: Heinrich Franz Chalybäus [de]
- 1911:00000 Wilhelm Heinichen [de]
- 1912–1920: Hermann Steinmetz [de]
- 1921–1924: Ernst Lohmann [de]

### Bischofsrat(conselho dos Bispos)
Sobre todos os assuntos concernentes à vida eclesiástica, o Bischofsrat é consultado em reuniões regulares. Consiste no Landesbischof (bispo) da Igreja de Hanôver e do bispo regional,os chefes espirituais das seis dioceses de hoje (Sprengel). O Bischofsrat é responsável por recomendar agendas, livros de hinos e catecismos.

### Senado da Igreja
Outro corpo importante é o Senado da Igreja (Kirchensenat). É a direção firme do corpo colegial combinando o bispo, o presidente do escritório da igreja, o presidente do sínodo, o presidente do comitê sinodal, um membro clerical do Escritório da Igreja, um dos seis bispos regionais, três sinodais e quatro outros membros da Igreja de Hanôver (mas não sinodais).
O Senado da Igreja prepara contas e pode emitir ordenanças dentro do escopo das leis da igreja aprovadas pelo sínodo. O Senado da igreja propõe até três candidatos para as eleições do bispo, nomeia os bispos regionais e os supervisiona, nomeia dez membros do sínodo, designa os presidentes e vice-presidentes do escritório da igreja, escolhe os delegados da Igreja de Hanôver para as reuniões da Igreja Evangélica na Alemanha, assinala as competências do bispo, dos bispos regionais e do escritório da igreja.

### Escritório da Igreja
O Escritório Regional da Igreja (Alemão: Landeskirchenamt Hannover [de]) é o centro administrativo da Igreja de Hanôver.
O Bispo é o presidente do Colégio no escritório da igreja (ou menos o "governo" da Igreja), que inclui, além do bispo, o presidente do Escritório da Igreja, o Vice-Presidente Espiritual (desde 2006: Arend de Vries [de]), o Vice-Presidente Jurídico ( desde 2002: Rolf Krämer [de])) e os conselheiros eclesiásticos supremos teológicos e legais (Alemão: Oberlandeskirchenräte). Há atualmente (2008) 210 funcionários trabalhando no Escritório da Igreja.

#### Presidentes
- 1924–1929: Viktor Lampe
- 1930–1933: Max Schramm
- 1933–1946: Friedrich Schnelle[7]
- 1946–1952: Gustav Ahlhorn[8]
- 1952–1970: Karl Wagenmann
- 1970–1983: Johann Frank
- 1984–2008: Eckhart von Vietinghoff
- 2008- 2013: Burkhard Guntau
- desde 2013: Stephanie Springer

#### Vice-Presidentes Espirituais
- 1924–1932: Karl Wagenmann
- 1932–1933: Paul Fleisch
- 1933–1934: Gerhard Hahn
- 1953–1965: Christhard Mahrenholz
- 1965–1969: Friedrich Bartels
- 1969–1984: Hans Philipp Meyer
- 1984–1999: Günter Linnenbrink
- 1999–2001: Hans Schmidt
- 2001–2002: Ernst Kampermann
- 2002–2006: Martin Schindehütte
- desde 2006: Arend de Vries

## Missão
A Missão Evangélica Luterana na Baixa Saxônia (ELM), que foi fundada em 1977 como uma organização comum para as Igrejas de Hanôver, de Brunswick e de Schaumburg-Lippe, mantém relações com as igrejas parceiras no exterior da igreja regional de Hanôver. Sua história remonta a 1849, quando o Pastor Ludwig Harms começou a treinar os primeiros missionários. A sede do ELM está em Hermannsburg no Südheide.

## Haus kirchlicher Dienste( Casa dos Serviços da Igreja )
A Haus kirchlicher Dienste (desde 2002) (Casa dos Serviços da Igreja), fundada em setembro de 1937 como Amt für Gemeindedienst (Escritório para serviços congregacionais) é o centro de serviço e competência da Igreja de Hanôver e apoia o trabalho da Igreja de Hanôver e das paróquias. A casa oferece instalações e agências para áreas de trabalho na Igreja de Hanôver. Em 2011, a Casa dos Serviços da Igreja contava com 200 funcionários. A Casa dos Serviços da Igreja também inclui a Hanns-Lilje-House (Hanns-Lilje-Haus [de]) e a Abadia de Bursfelde.
Os departamentos são:
- O Departamento 1 inclui as áreas de trabalho da biblioteca, os diáconos (Alemão: Diakone), voluntários, secretários de reitores, consulta à comunidade e desenvolvimento organizacional, gestão comunitária, sacristão, mídia (Centro de Mídia da Igreja de Hanôver), e secretários paroquiais.
- O departamento 2 supervisiona a Abadia de Bursfelde, aulas de fé e bíblicas, grupos caseiros, turismo de igreja, igreja para veranistas, ministério de spa e lazer, serviço missionário, o centro missionário Hanstedt I, igrejas abertas e caminhos de peregrinação e meditação.
- O Departamento 3 compreende o trabalho com pessoas idosas, serviços de visitas, trabalho de mulheres, trabalho de homens, esportes e o Dia Mundial de Oração..
- O Departamento 4 é o ministério de jovens.
- O Departamento 5 inclui as áreas de ecumenismo, igreja na Europa, as relações com o islamismo e o judaísmo, os migrantes, o tópico das Igrejas étnicas e orientais e a assistência às crianças de Chernobyl, questões filosóficas, arte e cultura, educação relacionada ao desenvolvimento da Década para Superar a Violência, construção da paz e apoio ao serviço comunitário e serviços voluntários.
- O Departamento 6 inclui as áreas de trabalho, negócios e assuntos sociais, serviços religiosos para comércio, áreas rurais e agricultura, ecologia e gestão ambiental.

em cooperação com a Confederação das Igrejas Protestantes na Baixa Saxônia:
- Serviço da igreja na polícia e costumes
- Educação de adultos evangélica na Baixa Saxônia (Evangelische Erwachsenenbildung Niedersachsen [de])
- O trabalho dos assistentes da aldeia protestante (Evangelisches Dorfhelferinnenwerk Niedersachsen [de])

associações religiosas:
- A Associação Evangélica do Centro de Educação Familiar de Hanôver
- Associação Central reunindo Cristãos e Judeus e.V.
- Parceiros Evangélicos Ajuda e.V.

Escritório da Igreja de Hanôver:
- Gabinete de Auditoria
- Escritório de Pessoal
- Fundo da Igreja

Além disso, seções do Centro de Serviços de Mídia Evangélica

### Diretor
- (1937) 1941-1953: Oberkirchenrat Adolf Cillien [de]
- 1953-1956: Landessuperintendent Theodor Laasch (per pro)
- 1956-1961: Former Superintendent Paul Kurth
- 1965-1975: Former Superintendent Rudolph Herrfahrdt
- 1975-1990: Professor Paul Gerhard Jahn
- 1990-1999: Pastor Hans Joachim Schliep
- 1999-2008: Pastor Dine Fecht
- Desde 2008: Pastor Ralf Tyra

O Diretor é o Presidente do Comitê Executivo (Antiga: Conferência de Liderança), que, além dos diretores, o CEO, o chefe do departamento e o chefe pedagógico da educação de adultos protestantes na Baixa Saxônia (Ev. Erwachsenenbildung Niedersachsen) são membros dele.
De 1979 a 2002, o diretor do Escritório do Serviço Congregacional (agora: Casa dos Serviços da Igreja) foi o Comissário responsável pelo ambiente da Confederação das Igrejas Protestantes na Baixa Saxônia.

## Instituições da Igreja
Em Loccum, a igreja mantém uma academia protestante e um seminário teológico, que está localizado na Abadia de Loccum. Outras instalações são o Instituto Pedagógico Religioso, o Centro de Ética da Saúde (Alemão: Zentrum für Gesundheitsethik) e a Fundação Hanns-Lilje.